# 대청동 (부산)
대청동(大廳洞)은 중구의 행정동이다. 법정동은 대청동1가·대청동2가·대청동3가·대청동4가이다.

## 의료
- 메리놀병원

## 언론
- 부산가톨릭평화방송